# Louvre Abu Dhabi

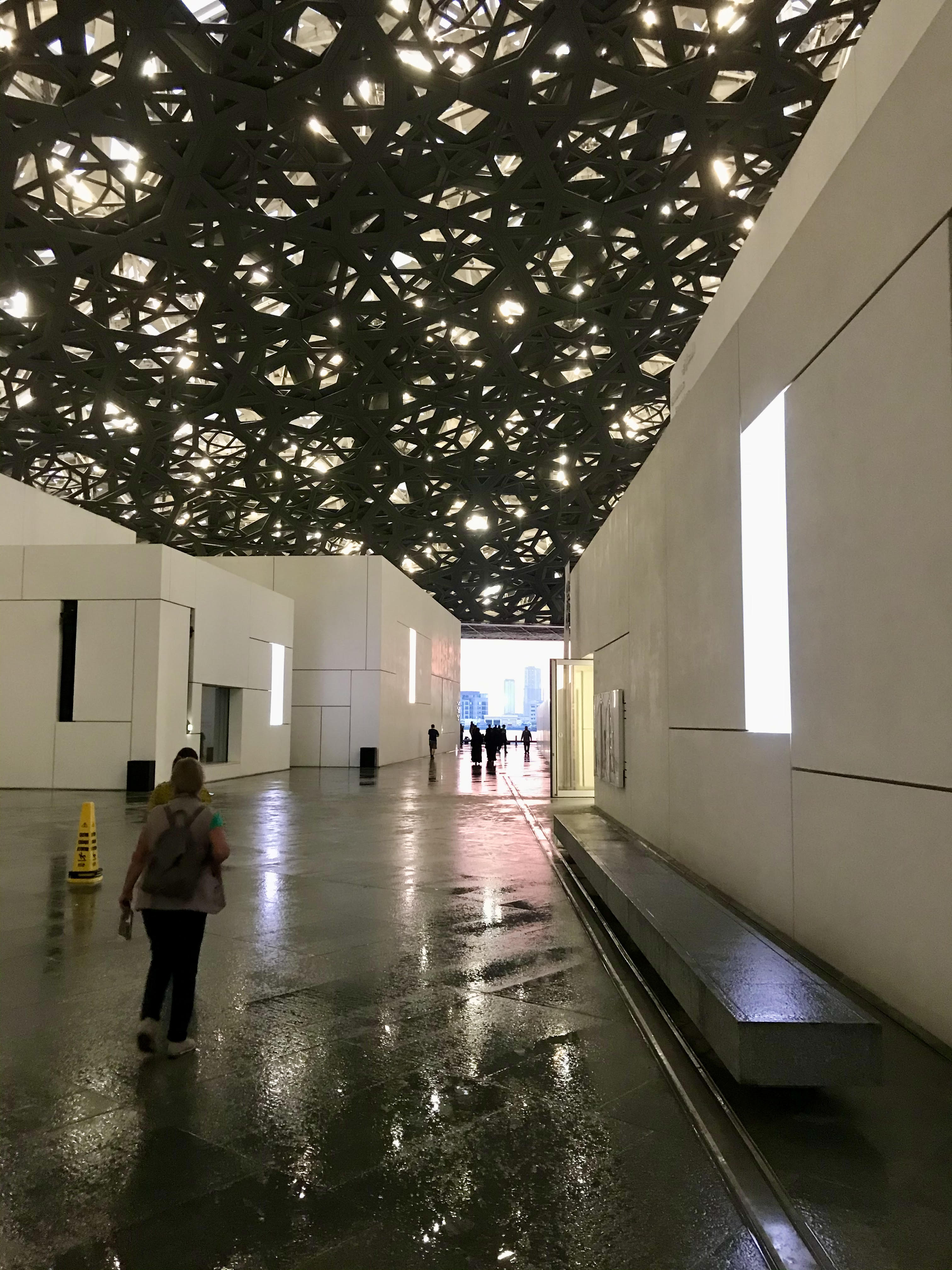
bezoekers van het museum

Het Louvre Abu Dhabi (Arabisch: لوفر أبوظبي) is een museum in het emiraat Abu Dhabi, een van de zeven emiraten van de Verenigde Arabische Emiraten. Het museum is gevestigd op het eiland Saadiyat in de Perzische Golf, enkele honderden meters voor de kust van en deel uitmakend van de hoofdstad Abu Dhabi. Het museum bevindt zich in de wijk Saadiyat Cultural District met als enkele van zijn toekomstige buren het Guggenheim Museum en het Nationaal Museum Zayed.

## Samenwerking met het Louvre
Initiatiefnemer voor het museum was de sheik Abdallah Ben Zayed Al Nahyane. Hij kreeg de zegen van de president en emir Khalifa bin Zayed Al Nahayan en diens kroonprins Mohammed ben Zayed Al Nahyan. 
In juni 2005 werden de eerste gesprekken gevoerd, met de directeur van het Louvre, Henri Loyrette en de Franse minister van Buitenlandse Zaken, Philippe Douste-Blazy. In 2007 kwamen beide landen, regeringen en betrokken organisaties tot definitieve overeenkomsten. Initieel krijgt het museum een wisselende collectie van zo'n 300 werken ter beschikking voor expositie, een aantal dat in later jaren gedurende de dertigjarige looptijd van de overeenkomst daalt tot 250 en 200.

## Architect en bouw
Als bouwheer en opdrachtgever treedt de Tourism Development & Investment Company op. Als architect van het gebouw werd de Fransman Jean Nouvel aangetrokken, die eerder het Institut du monde arabe ontwierp. Een grote koepel geeft de indruk te zweven boven een aantal bouwwerken waarin de expositiezalen zijn ingericht. In de koepel bevinden zich kleine openingen, mashrabiya, die het zonlicht sterk gefilterd doorlaten. De ingenieurstechnieken werden geleverd door Buro Happold, hoofdaannemer is de Duitse Bauer Group. Het bouwwerk heeft een kostprijs tussen 83 en 108 miljoen euro. Verder werd US$ 525 miljoen werd betaald voor het gebruik van de naam van het Louvre en US$ 747 miljoen in de toekomst voor kunstleningen, speciale tentoonstellingen en beheersadvies.
Voorzitter van de raad van bestuur werd de Franse zakenman en financier Marc Ladreit de Lacharrière, lid van de Académie des beaux-arts en uitgever van het tijdschrift Revue des deux Mondes. Als directeur werd de voormalige directeur van het Centre Georges Pompidou, Bruno Maquart geselecteerd.
Het museum werd op 8 november 2017 geïnaugureerd door de Franse president Emmanuel Macron; op 11 november ging het open voor het publiek. Dit was vijf jaar later dan oorspronkelijk was gepland.

## Salvator Mundi
Het museum kwam in het nieuws na de veiling van een werk van Leonardo da Vinci, Salvator Mundi, op een veiling in New York. Het doek werd geveild voor US$ 400 miljoen (uiteindelijke prijs US$ 450.312.500 inclusief commissie), waardoor de Salvator Mundi het duurst verkochte kunstwerk tot dan toe is. Het vermoeden bestaat dat de koper de Saoedische prins Bader bin Abdoellah bin Mohammed bin Farhan al-Saoed was namens het departement van Cultuur en Toerisme van Abu Dhabi, maar dit laatste werd door het ministerie niet bevestigd.
Het schilderij zou komen te hangen in het Louvre Abu Dhabi, kondigde het museum aan, echter daar hangt het niet. Het werk zou mogelijk aan boord hangen van het jacht "Serene" van de Saudische kroonprins Mohammed bin Salman.

## Galerij

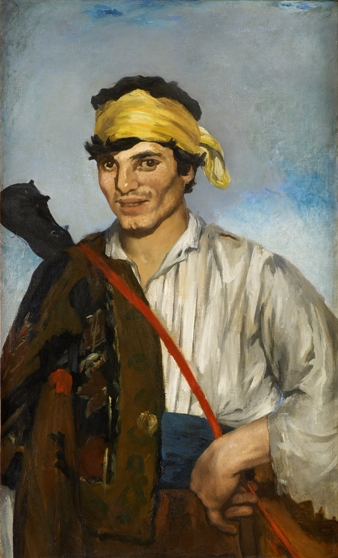
Le Bohémien 1861-1862 Édouard Manet
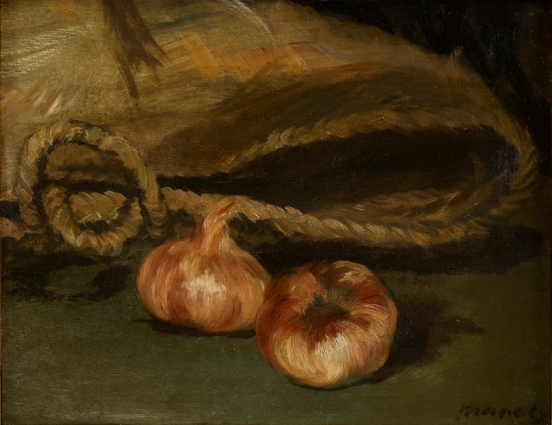
Nature morte au cabas et à l'ail 1861 Édouard Manet
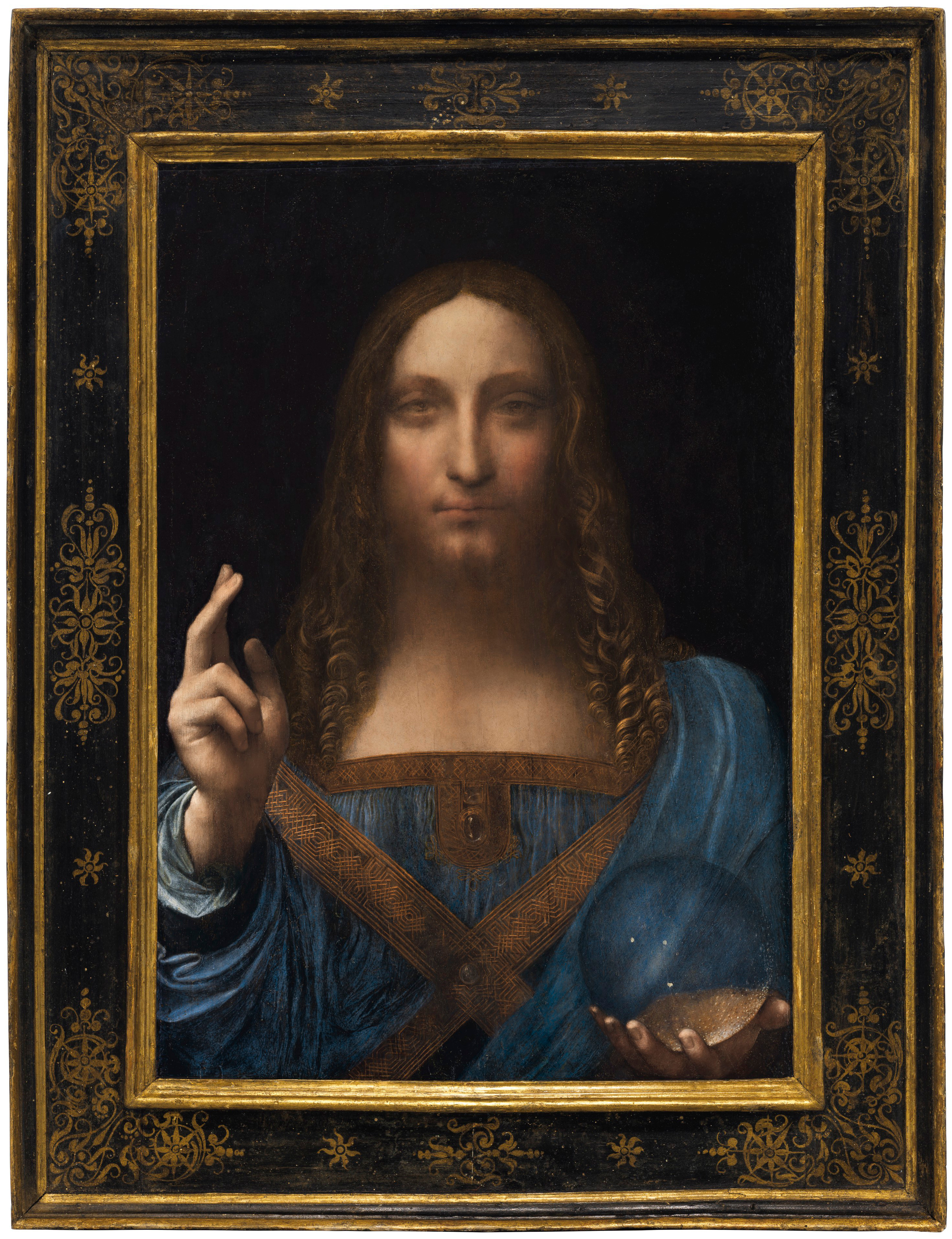
Salvator Mundi c.1500 Leonardo da Vinci